# 聖約樂團
聖約樂團(Testament)是來自美國加州的鞭笞金屬團體，於1983年成立。在鞭笞金屬的領域中可說是除了鞭笞四大龍頭(Metallica，Megadeth，Slayer，Anthrax)外，最受歡迎的團體。

## 樂團歷史
1983年由吉他手Eric Peterson以及Derrick Ramirez成立了Legacy，後來加入了貝斯手Greg Christian，鼓手Mike Ronchette，以及主唱Steve 'Zetro' Souza。Derrick Ramirez沒多久就離開，由吉他奇才速彈高手Alex Skolnick取代。此時他們錄製一張樣本唱片。Mike Ronchette在錄完後沒多久就離開了，由Louie Clemente接替鼓手的位置。而主唱Steve Souza也離開去加入另一個鞭笞金屬樂團出埃及，並推薦Chuck Billy頂替他的位置。之後他們開始錄製他們的第一張專輯，在這同時並將團名改為Testament。
1987年第一張專輯The Legacy問世，引起很大的迴響，被視為鞭笞金屬的經點作品之一。1988年發行了第二張專輯The New Order，1989年第三張Practice What You Preach。專輯的廣受好評加上接連的巡迴演出，帶給樂團莫大的成功。但1990年發行的Souls of Black則無法像前三張吸引廣大的樂迷。1992年發行The Ritual，為了吸引樂迷，此張專輯的曲風趨向傳統的重金屬風格，但依舊無法造成之前的風潮。
Alex Skolnick及Louie Clemente相繼離團。1994年發行Low，鼓手的位子由John Tempesta頂替，而Alex Skolnick的位子則由知名的死亡金屬吉他手James Murphy（參加過Death，Obituary）接手，而這張專輯也添加不少死亡金屬的風味。一連串的巡迴演出後，John Tempesta、James Murphy及Greg Christian相繼離團。1997年發行了Demonic，此時鼓手為前Dark Angel的Gene Hoglan，最早離開的團員Derrick Ramirez回歸負責貝斯，而吉他部份則幾乎全由Eric Peterson包辦。1999年發行The Gathering，此時James Murphy回歸。前Death，Sadus的知名貝斯手Steve DiGiorgio及前Slayer的鼓手Dave Lombardo也加入參與錄製。The Gathering融合死亡金屬，鞭笞金屬以及黑金屬風格。
在The Gathering發行之後，James Murphy被診斷出腦瘤，主唱Chuck Billy也被診斷出癌症，不過他們之後都幸運地逐漸復原。
2003年Chuck Billy復原後，樂團進行一連串的巡迴演出。2005年Testament進行10 Day in May演唱會，包含所謂的黃金陣容。除了Chuck Billy及Eric Peterson外，外加之前離開的Greg Christian及Alex Skolnick，鼓手的位子則由Louie Clemente及John Tempesta分擔。由於演出成功，Testament便計畫更多場歐美及日本巡迴演出。
2007年世界巡迴演出中，於七月二十七日第一次到台灣參加野台開唱，並隨後製作成Testament - Live in Taiwan Bootleg DVD。
2008年四月份推出新專輯The Formation Of Damnation。

## 樂團成員

### 現任團員
- Chuck Billy - 主唱
- Eric Peterson - 吉他手
- Alex Skolnick - 吉他手
- Steve DiGiorgio - 貝斯手
- Dave Lombardo - 鼓手

### 前任團員
- Nick Barker - 鼓手
- Louie Clemente - 鼓手
- John Tempesta - 鼓手
- Paul Bostaph - 鼓手
- Gene Hoglan - 鼓手
- Glen Alvelais - 吉他手
- Derrick Ramirez - 貝斯手/吉他手
- James Murphy - 吉他手
- Jon Allen - 鼓手
- Mike Chlasciak - 吉他手
- Steve "Zetro" Souza - 主唱
- Jon Dette - 鼓手
- Steve Smyth - 吉他手
- Greg Christian - 貝斯手
- Chris Kontos - 鼓手
- Mike Ronchette - 鼓手

## 作品
- 1987年 - The Legacy
- 1987年 - Live at Eindhoven
- 1988年 - The New Order
- 1989年 - Practice What You Preach
- 1990年 - Souls of Black
- 1991年 - Between the Lines (Video)
- 1992年 - The Ritual
- 1993年 - Return to the Apocalyptic City
- 1994年 - Low
- 1995年 - Live at the Fillmore
- 1996年 - The best of Testament
- 1997年 - Demonic
- 1997年 - Signs of Chaos
- 1999年 - The Gathering
- 2000年 - The Very Best of Testament
- 2001年 - First Strike Still Deadly
- 2002年 - First Strike Still Deadly (Japan)
- 2005年 - Live in London
- 2005年 - Live in London (DVD)
- 2007年 - The Spitfire Collection
- 2008年 - The Formation of Damnation
- 2012年 - Dark Roots of Earth
- 2020年 - Titans of Creation

## 外部連結
- 官網 （页面存档备份，存于）
- Testament的MySpace （页面存档备份，存于）